# Бибелька
Бебéлка — річка в Україні, в межах Тернопільського району Тернопільської області та Івано-Франківського району Івано-Франківської області. Ліва притока Дністра (басейн Чорного моря). 

## Опис
Довжина 29 км, площа водозбірного басейну 129 км². Похил річки 1,4 м/км. Долина трапецієподібна, вузька, завширшки 0,3—0,8 км. Річище звивисте, зарегульована 2-ма невеликими водосховищами. Використовується на господарські потреби. 

## Розташування
Бере початок двома витоками на північ від села Слов'ятина, між пагорбами Рогатинського Опілля. Тече через села Шумляни, Набережне, Хохонів, Загір'я Кукільницьке, Кукільники, Межигірці. Тече спершу на південь, далі — переважно на південний захід (місцями на південь). У пригирловій частині робить величезний S-подібний зиґзаґ. Впадає до Дністра на південь від села Тустань за 1128 км від його гирла.

## Цікаві факти
- У минулому річка була лівою притокою Гнилої Липи (що відображено в давніших географічних довідниках). Тепер вона впадає до Дністра на 1 км нижче гирла Гнилої Липи.